# Ernst Achermann
Ernst Achermann (* 5. März 1890 in Stans; † 18. Oktober 1972 ebenda) war ein Schweizer Politiker. Von 1931 bis 1934 gehörte er als konservativer Vertreter dem Regierungsrat des Kantons Nidwalden an.

## Leben
Der Sohn des Ratsherrn Wilhelm Achermann und der Anna Achermann wurde in Stans geboren. Nach dem Besuch der obligatorischen Schule machte er eine kaufmännische Ausbildung in Zürich und Genf. Nach seiner Rückkehr nach Nidwalden arbeitete er als Tuchhändler und nebenbei noch als Zivilstandsbeamter.
Seine politische Karriere begann mit dem Einzug in den Gemeinderat und den Kirchenrat von Stans. Er war zwischen 1925 und 1928 Gemeindepräsident des Nidwaldner Hauptorts Stans. Seine Ämter auf kantonaler Ebene waren die eines Kantonsrichters ab 1922, dann eines Oberrichters und von 1931 bis 1934 eines Regierungsrats des Kantons Nidwalden. Achermann gehörte zu den Regierungsmitgliedern, die 1934 wegen des Streits um ein Stauwerk Bannalpsee abtreten mussten.
Im Militär hatte Achermann den Rang eines Wachtmeisters. Er war Verwaltungsrat der Ersparniskasse Nidwalden und des Kantonsspitals Nidwalden. Er heiratete am 30. April 1913 in Stans die Ennetmooserin Maria Blättler. Aus dieser Ehe stammen sieben Kinder (vier Töchter und drei Söhne). Sein gleichnamiger Sohn wurde Priester.